# Erdbeben von Chios 1881
Das Erdbeben von Chios erschütterte am 3. April 1881 die Insel Chios und die Çeşme-Halbinsel mit einer Magnitude von 6,5 MW. Dabei kamen mehr als 5000 Menschen ums Leben. Die Stadt Chios wurde verwüstet und in weiteren Orten entstanden schwere Schäden.

## Tektonischer Hintergrund
Die Ägäische Platte unterliegt einem Extensionsregime, ausgelöst durch die westwärts gerichtete Bewegung der Anatolischen Platte und die südwestwärts gerichtete Bewegung ihres Südrandes am Hellenischen Tiefseegraben. Dadurch wird vermittels eines Systems von Verwerfungen (Typ Blattverschiebung) eine allmähliche Öffnung des Golfes von Izmir ermöglicht. Chios und die Karaburun-Halbinsel liegen in einer Region hoher Seismizität, in der viele historische Erdbeben bekannt sind. Die Region liegt im Westen des Gediz- und Menderes-Graben-Systems, dessen Ränder von grob in west-östlicher Richtung streichenden Verwerfungen (Typ Abschiebung) gebildet werden, die eine bedeutende Rolle in der lokalen Tektonik spielen.

## Erdbeben
Am 22. Märzjul. / 3. April 1881greg., gegen 13:35 Uhr Ortszeit wurden die Insel Chios und die Çeşme-Halbinsel von einem schweren Erdbeben erschüttert. Das Epizentrum des Bebens lag wohl südöstlich der Insel Chios. Vier Minuten nach dem Hauptbeben ereignete sich ein schweres Nachbeben, bei dem zuvor unbeschädigte Gebäude zerstört wurden. Als Folge der Erdbebengeschehnisse kam es möglicherweise zu einem kleineren Tsunami. Von der Küste entfernt gefundener Sand, der als Hinweis darauf gedeutet wurde, könnte aber auch von Bodenverflüssigung stammen. In den folgenden Wochen ereigneten sich mehrere starke Nachbeben.
Auf der Insel Chios waren die Schäden am stärksten. Drei Viertel aller Gebäude auf der Insel wurden zerstört oder beschädigt, die Stadt Chios wurde verwüstet. Fast alle Kirchen wurden zerstört, Minarette stürzten ein. Sehr schwer getroffen waren auch im Süden der Insel die Orte Vouno, Flatsia, Kalamoti, Koini, Kallimasia, Didyma und speziell Nenita. Die Kuppel des Klosters Nea Moni stürzte ein. Im Boden bildeten sich Risse, Telefon- und Telegrafenleitungen wurden unterbrochen, Erdrutsche wurden ausgelöst. Teilweise senkte sich der Boden ab, es gab stellenweise Änderungen in der Meerestiefe, möglicherweise verursacht durch Erdrutsche unter Wasser. Im Norden und Westen der Insel verursachte das Beben nur geringe Schäden.
Auf Chios gab es eine hohe Opferzahl, bedingt auch durch die engen Straßen. Die individuelle Beerdigung der Toten überstieg die Möglichkeiten der Überlebenden, weshalb sie in Massengräbern bestattet wurden.
Auf dem Festland in den Städten Çeşme und Alaçatı war die Opferzahl weit geringer, auch weil viele Bewohner sich an der Küste aufhielten, um die Vorbeifahrt des großen Passagierschiffs Aya Evangelistra zu sehen bzw. wegen eines Fests. Weitere Gründe waren die hier breiteren Straßen und das Holzfachwerk der Häuser.
Auf dem Festland wurden etwa 5800 Häuser zerstört oder beschädigt. In Çeşme waren besonders die südlichen Stadtteile betroffen, alle fünf Moscheen und vier Kirchen der Stadt wurden beschädigt. In Alaçatı wurde das Zentrum zerstört, während es wenig Schäden in den Randbezirken gab.
Die Zahl der Todesopfer wird mit 5058 bis 7866 angegeben. Tausende wurden verletzt.

## Belege
1. 1 2 3 4 5 6  Y. Altinok, B. Alpar, N. Özer, C. Gazioglu: 1881 and 1949 earthquakes at the Chios-Cesme Strait (Aegean Sea) and their relation to tsunamis. In: Natural Hazards and Earth System Sciences. Band 5. 2005, S. 717–725, Digitalisat (PDF; 1,26 MB) auf archives-ouvertes.fr (englisch).
2. 1 2 3 4 5  Nicholas N. Ambraseys: Earthquakes in the Mediterranean and Middle East: A Multidisciplinary Study of Seismicity up to 1900. Cambridge University Press, Cambridge 2009, ISBN 978-0-521-87292-8, S. 745–747.
3. 1 2  Significant Earthquake Information: Greece: Khios; Turkey: Cesme. NCEI/WDS Global Significant Earthquake Database. NOAA National Centers for Environmental Information, abgerufen am 23. September 2020 (englisch).